# EDION
EDION株式会社是一家日本电子产品零售连锁店，总部位于大阪。它成立于2002年，前身是多个连锁品牌的控股公司。以销售额计算，该公司在行业内位居山田电机、Bic Camera、Nojima、友都八喜之后，位居第五位。

## 简介

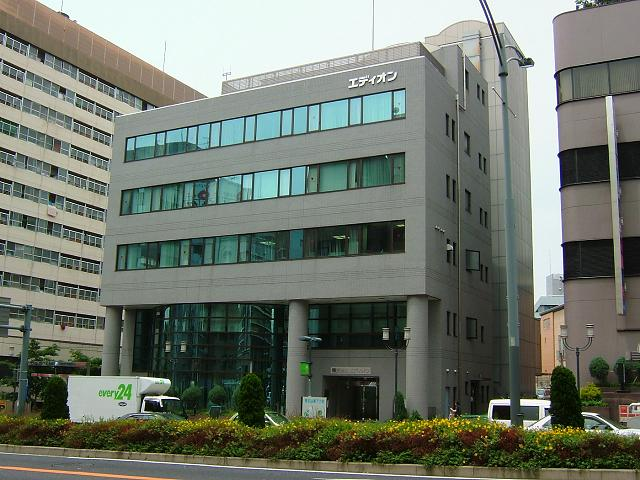
位于名古屋的原总部大楼

EDION的名称是“Exciting Discovery In One Network”的缩写。成立于2002年3月，是由位于中国地方的Deodeo公司和位于中部地方的Eiden公司通过合并而成立的合资控股公司。公司逐渐扩张，于2005年4月收购了总部位于近畿地区的绿电化，使其成为子公司；2006年7月收购了总部位于关东地区的石丸电化，使其成为关联公司。
2009年10月，该公司将运营的子公司重组为两家公司，分别为EDION East和EDION West。一年后，EDION East和EDION West的合并，完成了从控股公司到运营公司的转型。作为此次重组的一部分，该公司还实施了“区域品牌”战略，将各自区域以外的门店转移至其原有的区域运营公司。
EDION在东京证券交易所主板市场上市（股票代码：2730），为了加强在关西的影响力，该公司总部于2007年1月至7月期间从爱知县名古屋市千种区迁至大阪府大阪市北区堂岛。其子公司3Q在北陆地区和北海道开展业务。两家子公司共经营1,212家门店（截至2014年3月）。
EDION曾于2007年2月8日与Bic Camera达成业务和资本联盟，旨在开发一种在城市火车站前的门店模式。尽管两家公司最终的目标是业务合并，但由于方向差异明显，合并最终被取消。随后，两家公司在两年的合同期结束后解除了业务联盟。
为了与山田电机等在全国范围内扩张的北关东地区电器零售商（简称“北关东YKK”）竞争，公司于2002年与上新电机、绿电化、3Q和电巧堂组建了“Voice Network”，五家公司共同策划和开发原创产品。然而，2004年，EDION和绿电化决定合并，公司暂时解除了与其余三家公司的合作关系。2007年2月，EDION收购了3Q公司40%的股份，使其成为子公司。2006年，EDION投资了Maruni Woodworking，这是一家拥有强大品牌影响力的大型家具制造商，也是Maruni集团的核心公司，彰显了Edion成为自有品牌专卖零售商的雄心。

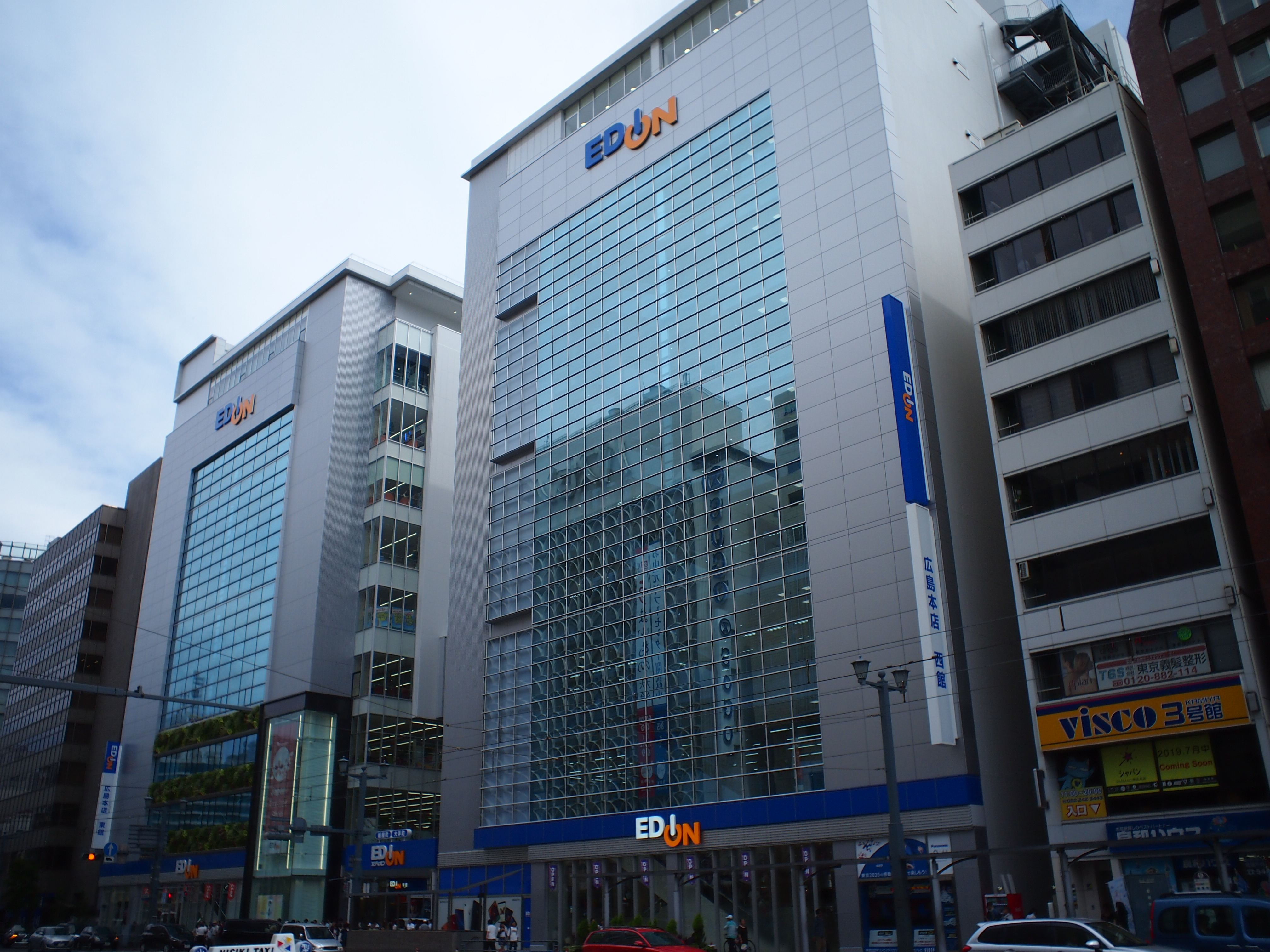
注册总部，EDION广岛总店东馆

EDION广岛总店东馆是该公司的注册总部所在地，也是其前身之一Deodeo的诞生地。
2012年，最好电器与山田电机达成资本和业务联盟。同年12月10日，日本公正交易委员会批准了此次合并，但前提是最好电器将转让位于10个地区的8家门店。随后，在2013年9月至11月期间，EDION从山田电机和最好电器手中收购了位于埼玉县秩父市、福冈县朝仓市、佐贺县唐津市、长崎县岛原市、长崎县谏早市和熊本县人吉市的6家门店。2013年10月16日，鹿儿岛县Kakoi电子终止了与最好电器的特许经营协议，并与EDION签订了特许经营协议。同年10月25日，17家原最好电器门店以“EDION鹿儿岛店”的名义开业（加世田店于12月开业）。此外，鹿儿岛县内8家原先以“Best Family Shops”名义运营的小型门店，也于同年10月1日起以EDION门店的名义运营。
2013年8月26日，EDION宣布与骊住集团进行资本和业务合作。同时，EDION进行了第三方新股配售，同年9月11日，骊住集团以8.00%的持股比例成为EDION的最大股东（目前为第二大股东）。EDION将加强其家居装修业务。
2022年4月27日，EDION宣布与宜得利控股进行资本和业务合作。同年10月，该公司宣布将在部分门店销售宜得利产品。

## 店铺品牌
由于曾合并过在某些地区运营的零售商，EDION采取了即使在合并后仍使用扎根于该地区的自有品牌的战略，通过将在每个品牌区域之外运营的门店更改为相应地区的品牌名称，统一每个地区的自有品牌。
2011年10月，EDION发表了通告宣布计划在2013年前统一门店名称。2012年5月11日，为纪念EDION成立10周年，宣布其317家直营店将于2012年10月1日统一为EDION品牌。（截至公告发布前的2012年3月底，“Deodeo”店有121家，“Eiden”店有98家，绿电化店有87家，石丸电化店有11家。）更名自同年9月15日起逐步实施。

### 当前店铺品牌

#### EDION
于2012年10月1日启用，作为其直营店（Eiden、Deodeo、石丸和绿电化）品牌统一的一部分。（此前，标识已陆续更换。）该标识与EDION集团此前使用的EDION标识不同。
经营业态多样，包括路边店、购物中心和百货商店的租户店、城市店铺以及免税专卖店。与山田电机不同，所有店铺均使用EDION名称，而不是通过店铺名称进行区分。
该公司在福冈县经营一家名为“EDION Outlet”（原名“DEODEO Outlet”）的奥特莱斯店。

### 店内专区

#### Comp Mart
最初是由Eiden和伊藤忠商事合资经营的信息设备专卖店，现在是EDION集团的通用专区名称。曾经在东海和关东南部地区拥有众多门店，但目前已不再拥有独立的门店。Comp Mart现被用作大型门店电脑专区的名称。

#### Neverland
最初是Eiden门店内电子游戏区的名称，现在是EDION集团旗下玩具和电脑子游戏门店的名称。

#### Trading Card Capital
EDION直营的集换式卡牌商店，于2023年12月15日在EDION横滨西口总店开业。店内出售新卡和二手卡，并设有对战专区。

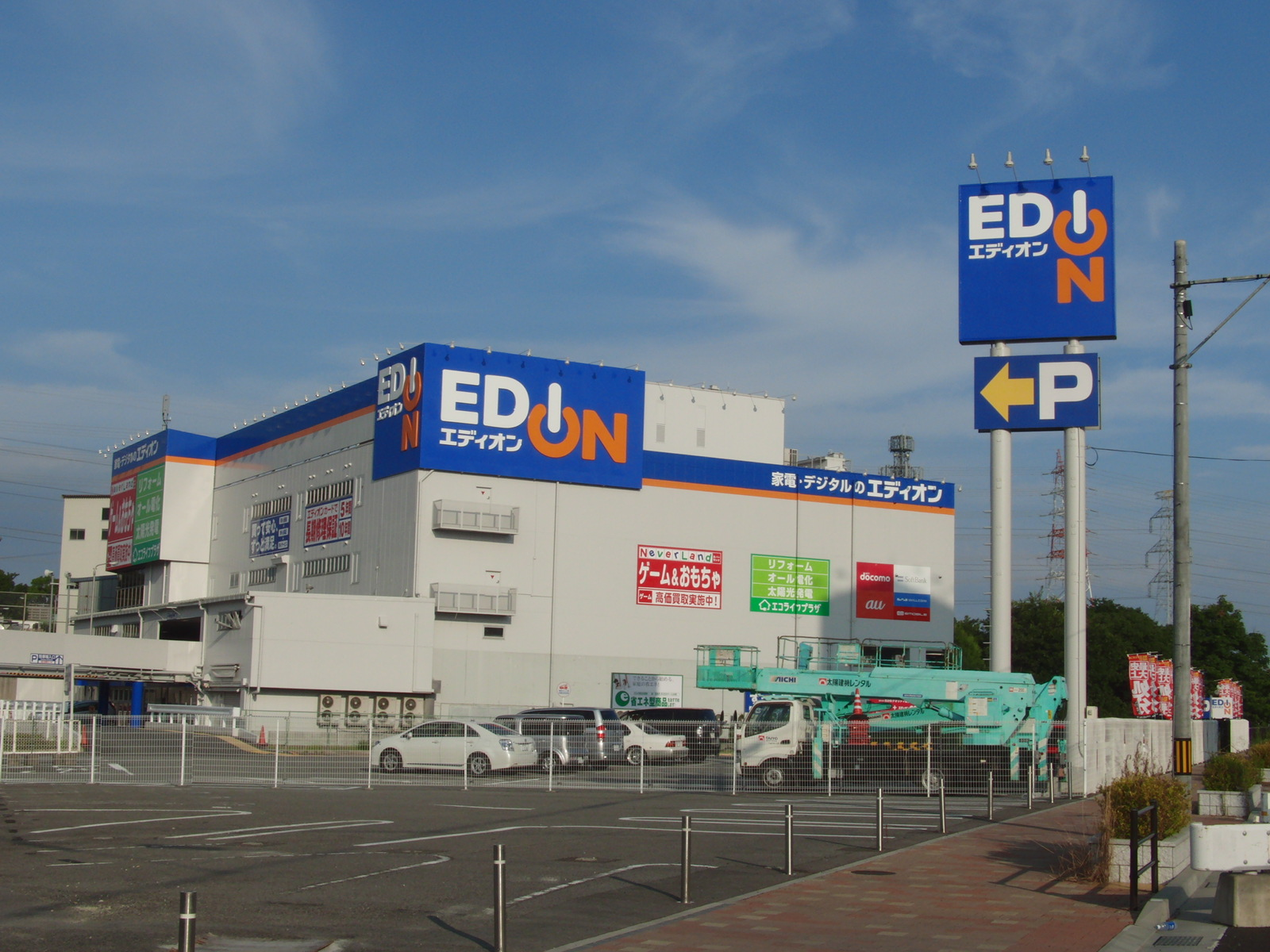
独立门店
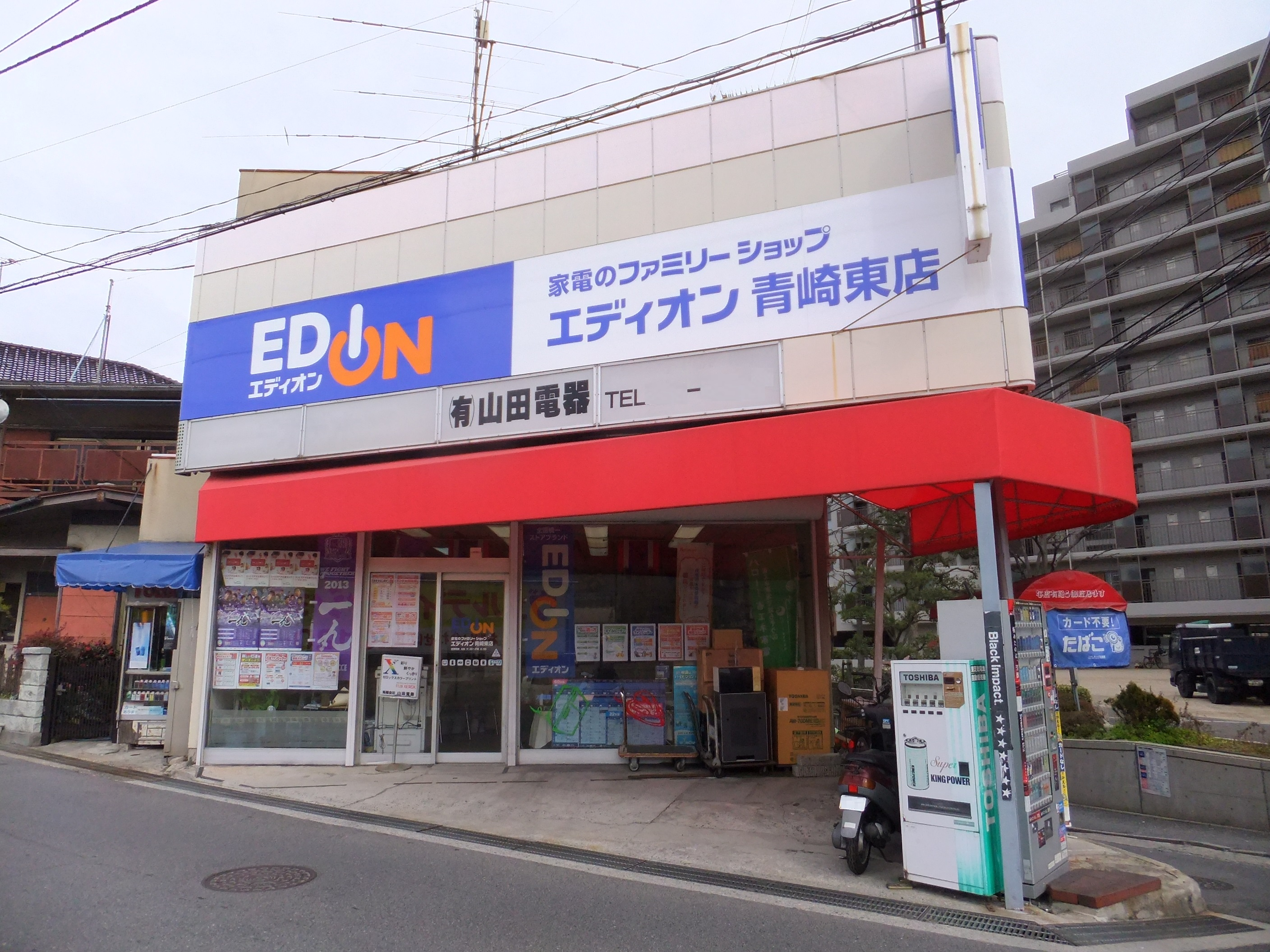
特许经营的门店
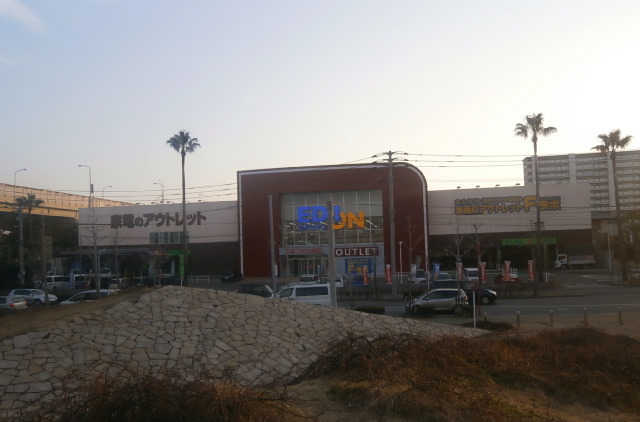
EDION奥特莱斯店
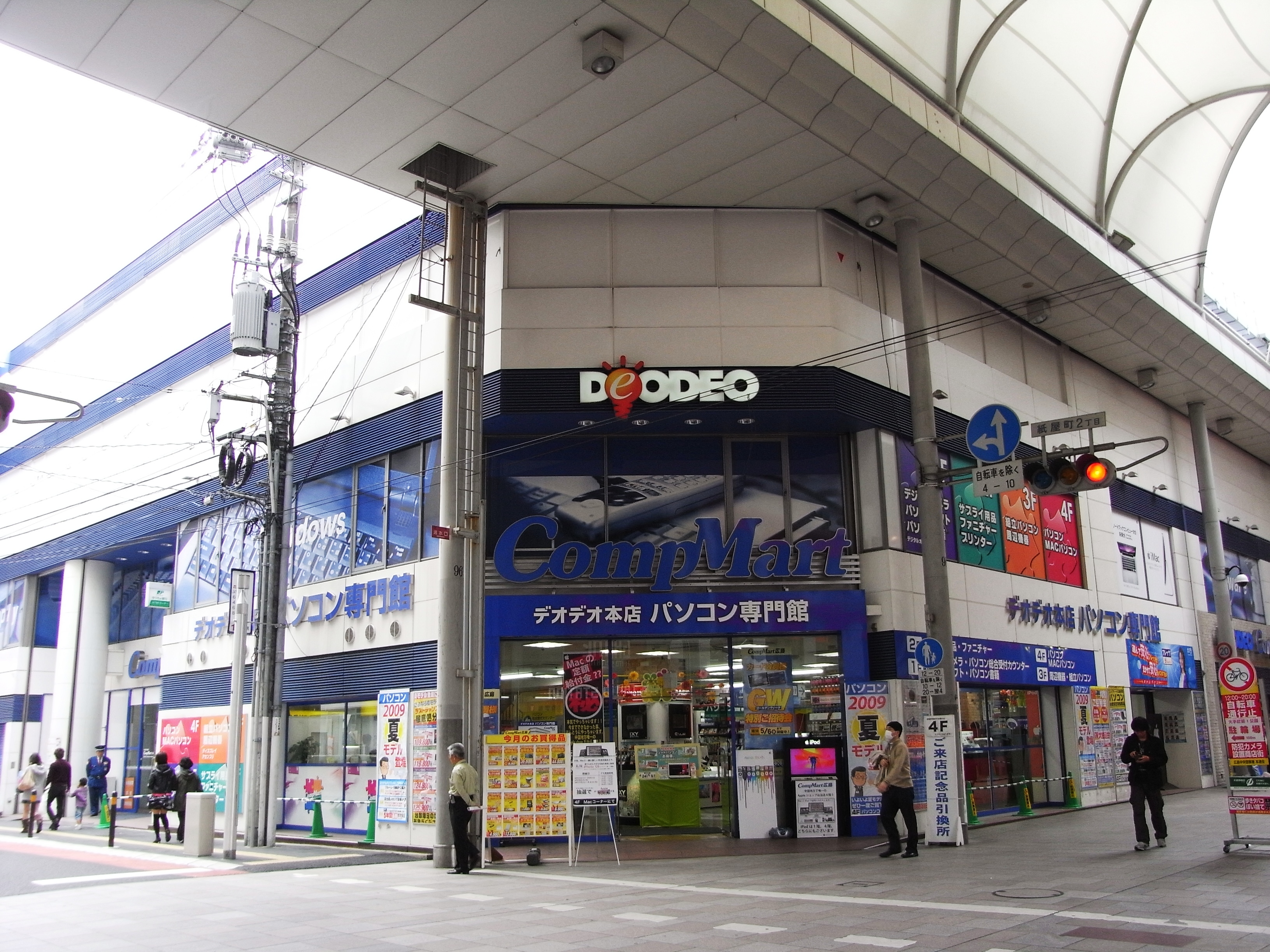
Comp Mart（单店时代，现已关闭）
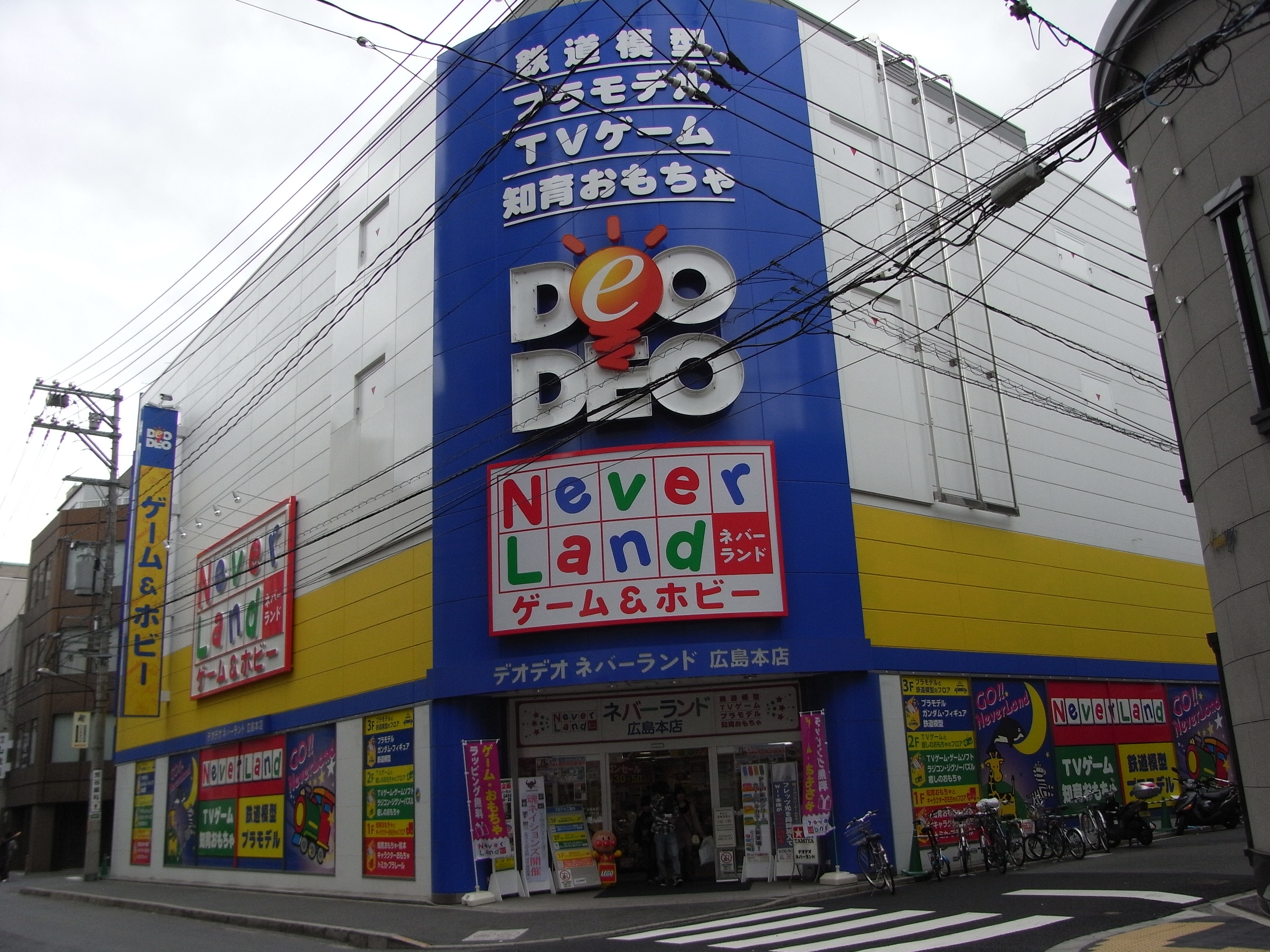
Deodeo Neverland广岛总店（现闭店）

## 产品品牌
集团旗下拥有以下自有品牌产品。
- Keyword：适合单身生活方式的家电
- MY&OUR：电池和灯泡耗材
- KuaL：与制造商共同开发的品牌

以上三款产品此前由Voice Network旗下公司销售。
- EGG+：Mouse Computer生产的低成本电脑
- e-angle：自主研发的家电产品。
- e-angle select：与制造商共同开发的产品正逐步从Kual转移。

此外，部分门店还与Epson Direct合作。

## 零售以外的业务
Deodeo之前旗下的公司包括Maruni Woodworks（家具制造）和Deodeo Enjoynet（互联网服务供应商）。Deodeo也是广岛三箭的最大股东。它还曾是Fureai Channel（有线电视，现为Chupi.com）的最大股东，但现在已成为主要股东。
Eiden之前旗下的公司包括Edion Communications（手机销售）和N-Work（系统开发）。Home Expo于2009年4月1日并入Eiden，在爱知县经营一家家居装饰店。该业务在Eiden合并后转移至本公司，但随后于2014年出售给Kama（现为DCM株式会社）。其他业务包括ComNet（家电配送服务；2011年4月1日被Edion合并）和三石电化中心（100-Man Volt家电商店的运营商；2009年2月1日被Eiden合并）。
3Q经营宝岛王国（游戏销售、CD销售和租赁）和Mister Concent（家电维修）。

### 网络通信业务
Deodeo成立以来一直提供互联网服务。最初名为“Deodeo Enjoy Net”。2012年6月1日，服务提供商业务并入“Edion Net”，服务类型沿用旧名称。“Enjoy Net”和“Qor Net”可根据套餐同时使用。

#### Enjoy Net
固定网络服务。包括使用NTT东日本/NTT西日本的“FLET'S”的套餐、使用NTT Docomo的“Docomo Hikari”（2015年2月推出）的套餐、使用au Hikari的套餐（2015年10月28日开放申请），以及与软银（SoftBank Alliance）的联合套餐。

#### QORNET
移动网络服务。利用现有线路的移动虚拟网络运营商。它提供使用UQ Communications网络的套餐。之前也曾有使用Y!mobile网络的套餐，但现已停止接受新用户加入。此外，它还提供为NTT Docomo网络、au 网络和 Y!mobile PHS线路（原WILLCOM 网络）提供接入点的服务。

## 营销

### 广告
曾出演EDION广告的名人：
- 席琳·迪翁：2012年，为庆祝成立10周年，EDION与席琳·迪翁合作，在全国范围内推广Ishimaru、Midori、Eiden和Deodeo商店的品牌重塑，并使用（我，セリーヌ・エディオン；字面意思是“我，席琳·EDION”）的宣传语。[20]
- 本田望结：2013年3月起，本田望结和德井义实（Tutorial）共同出演店员，但由于德井的丑闻，该广告被替换并于2019年10月24日播出。[21]
- 本田纱来
- 向井理[22]

### 体育赞助
Edion女子田径俱乐部和Edion射箭俱乐部是由Deodeo旗下企业团队合并而成。在整合到Edion品牌之前，它们以各自地区的商店品牌名称进行赞助。品牌整合后，这些俱乐部进行了重组，但对于仍以旧品牌赞助的俱乐部仍使用其旧名称。
川崎前锋：从2022年开始签订俱乐部合作伙伴合同。Edion的前身未在神奈川县川崎市开设商店，但合作协议是在岛忠开业时签署的，标志着该俱乐部在川崎市开设了第一家商店。
广岛三箭：Edion是球队的最大股东，Edion董事长久保允誉兼任球队董事长，久保允誉之子久保雅义担任球队总裁。Edion自1997年以来一直是广岛三箭的队服赞助商。2012年，球队在国际足联俱乐部世界杯上穿着了自合并以来首款带有队服标志的队服。Edion还赞助广岛三箭女王队，并担任队服胸前赞助商。Edion还拥有球队主场（广岛Edion体育场）及其新主场（广岛Edion和平之翼体育场）的冠名权，该冠名权自2024年起生效。
广岛东洋鲤鱼：主要在广岛地区运营。除了为广岛马自达Zoom-Zoom体育场提供替补席广告外，自2013年起，他们还在职棒正式比赛日，在右中外野线上放置了带有奖品的广告牌（如果球击中该位置，将获得100万日元的奖金）。
福冈软银鹰：主要在福冈地区。
中日龙：2010年与该队签署了官方合作协议。协议包括头盔广告以及被授予官方合作伙伴的权利。职业棒球对球衣左袖和头盔上的赞助有规定，而在中央联盟，广告仅限于主场球衣。
Edion Blitz：一支自2007年以来由Edion赞助的企业棒球队。品牌整合后，球队名称变更。
VERTEX冰球队：前身为名古屋Furatel。该队过去曾有一名球员是Edion的员工。该队于2016年重组为VERTEX。在2015年之前，该队在Edion的网站上被列为社会贡献活动，但该信息于2016年被删除。该队仍然是赞助商。
FC岐阜：2010年至2012年为球队球衣赞助商（2010年球衣袖标，2011-2012年球衣背标）。自2013年起，该俱乐部不再担任球队球衣赞助商。

### 冠名权
目前拥有以下设施的冠名权：

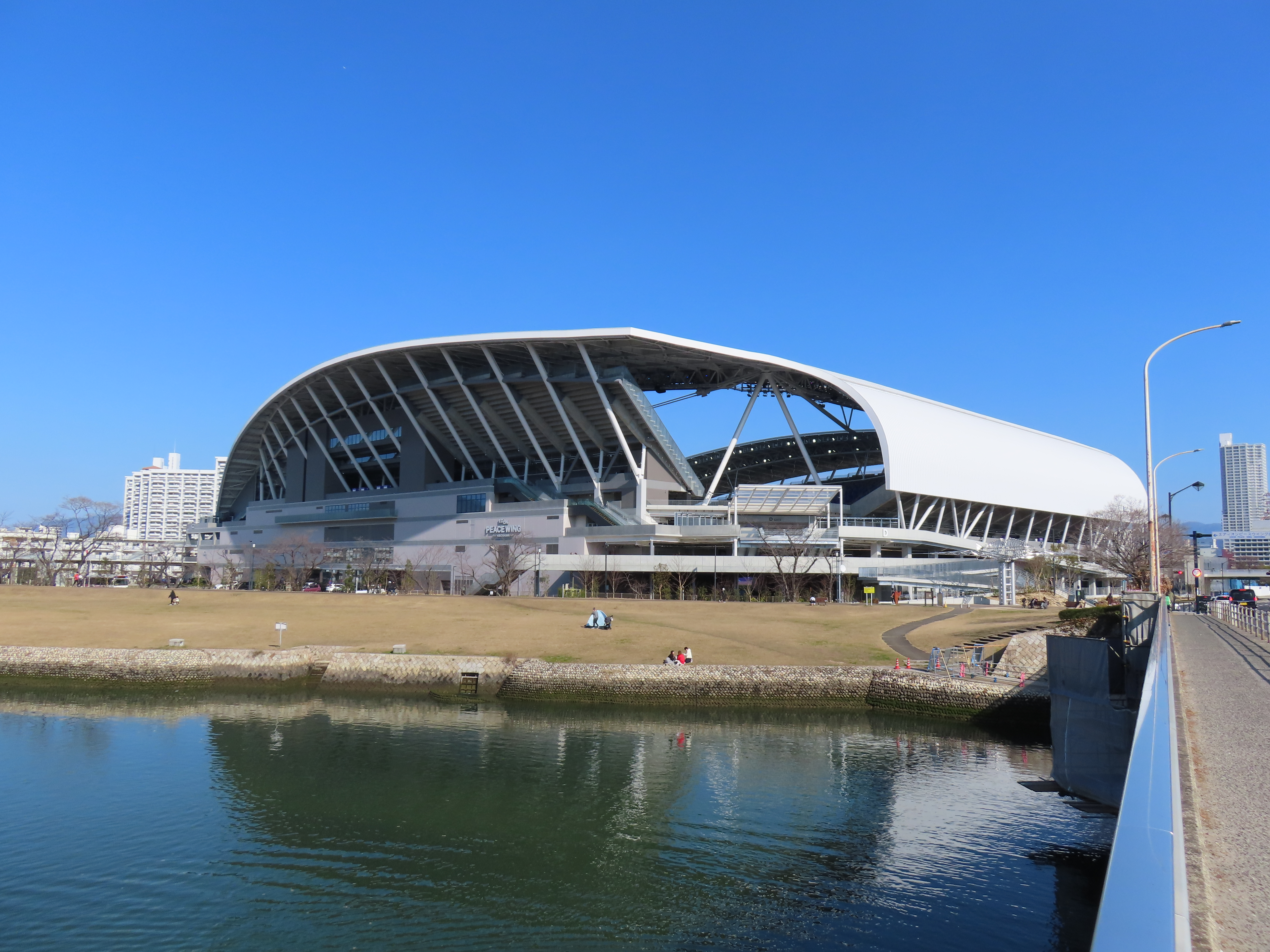
广岛EDION和平之翼体育场
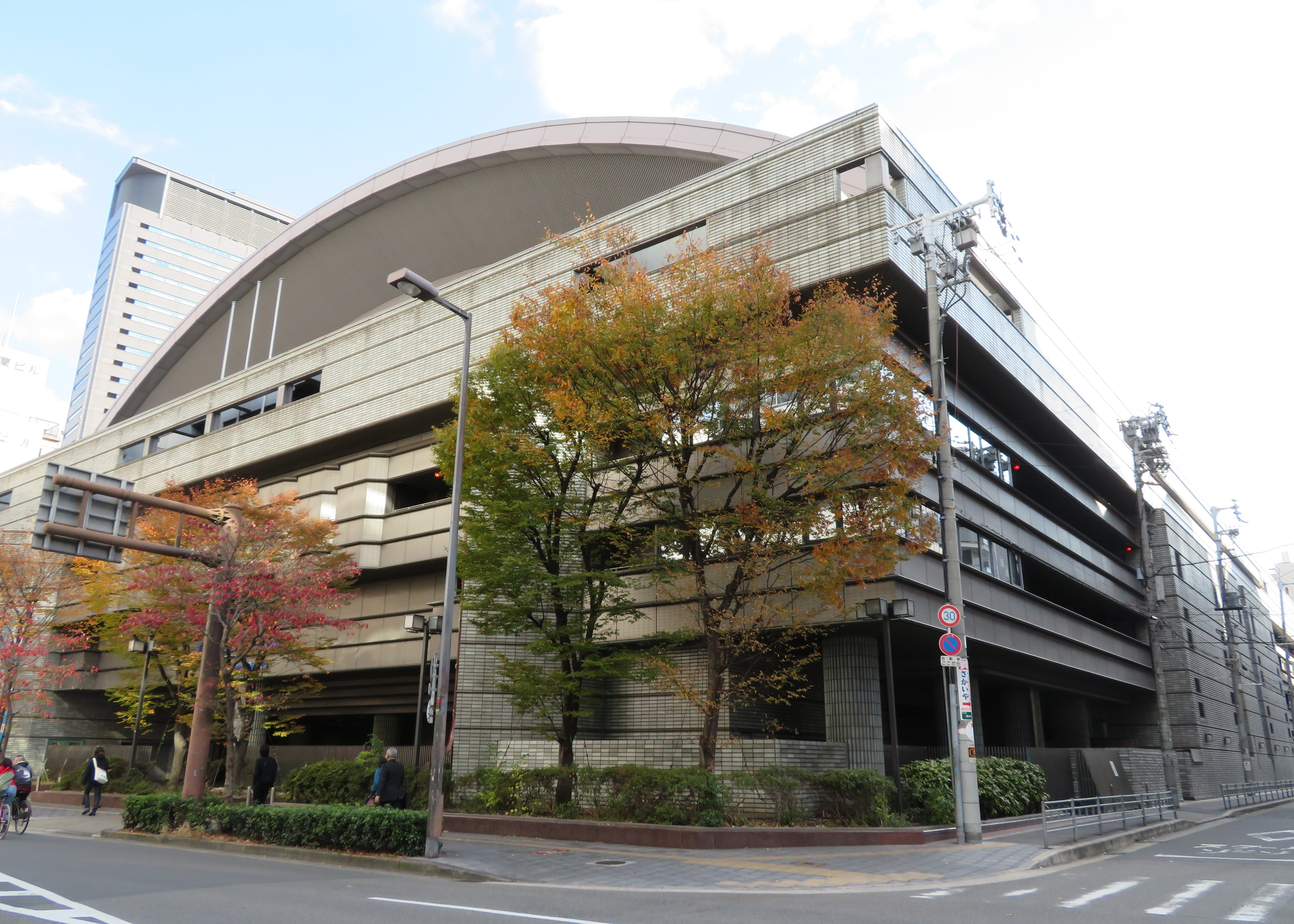
大阪EDION竞技场

广岛EDION和平之翼体育场：2024年2月开放。其正式名称为“广岛足球场”，自开放之日起便已获得冠名权。它是广岛三箭队的主场。
大阪EDION竞技场：于2015年9月1日获得大阪府立体育馆的冠名权。然而，NHK对春季大相扑锦标赛的报道仅使用正式名称。

## 争议

### 强迫供应商派遣员工
日本公平贸易委员会下令Edion采取淘汰措施，并支付约40亿日元的罚款，原因是该公司在2008年9月6日至2010年11月30日期间不公平地要求其商业伙伴派遣总计超过11,172名员工。

### 夸大LED灯泡亮度
2012年6月14日，消费者厅向包括Edion在内的12家公司发出了纠正令，其中包括防止再次发生此类事件的措施，原因是这些公司夸大了自有品牌LED灯泡的亮度，违反了《防止不合理溢价和误导性陈述法》。调查发现，Edion销售的产品亮度不到规定亮度的一半。

### 信息泄露事件
2015年1月13日，大阪府警方逮捕了一名从Edion调至上新电机的前经理，理由是他涉嫌违反《不正当竞争防止法》，从Edion非法获取商业机密，并将其泄露给上新电机。